# Žukovskij
Žukovskij (rusky Жуко́вский) je město v Moskevské oblasti Ruské federace. Leží pětatřicet kilometrů jihovýchodně od Moskvy v sousedství města Ramenskoje. Při sčítání lidu v roce 2010 mělo přes sto tisíc obyvatel.
Leží zde letiště Žukovskij a jedná se o významné středisko ruského leteckého vývoje. Sídlí zde Ústřední aerohydrodynamický institut, Letecko-výzkumný institut M.M. Gromova a fakulta vzdušné mechaniky a letecké techniky Moskevského fyzikálně-technického institutu.
Ve městě a v jeho okolí jsou léčebná sanatoria.

## Dějiny
Z rekreačního sídla Otdych (Отдых) zde vzniklo v 30. letech 20. století sídlo pojmenované Stachanovo (Стаханово). V roce 1947 se stalo městem a bylo přejmenováno na Žukovskij k poctě Nikolaje Jegoroviče Žukovského, průkopníka letectva.

### Rodáci
- Igor Romiševskij (1940–2013), hokejista a trenér
- Viktorija Jurjevna Mullovová (* 1959), houslistka
- Nikolaj Maťuchin (* 1968), závodní chodec
- Andrej Jepišin (* 1981), atlet
- Nina Bratčikovová (* 1985), tenistka
- Viktorija Baranovová (* 1990), dráhová cyklistka

## Vývoj počtu obyvatel
| Rok  | Počet obyvatel |
| ---- | -------------- |
| 1939 | 10 785         |
| 1959 | 41 748         |
| 1970 | 73 781         |
| 1979 | 90 288         |
| 1989 | 100 609        |
| 2002 | 101 328        |
| 2010 | 104 736        |

## Partnerská města
- Ču-chaj, Čína
- Peking, Čína
- Le Bourget, Francie
- Uljanovsk, Rusko
- Sydals Kommune, Dánsko